# Aron Rono
Pour les articles homonymes, voir Rono.
Aron Rono (né le 1er novembre 1982 au Kenya) est un athlète américain, spécialiste des courses de fond.

## Biographie
En 2015, il remporte la médaille d'argent du 10 000 mètres lors des Jeux panaméricains, à Toronto, devancé par le Canadien Mohammed Ahmed.

## Palmarès
| Date | Compétition        | Lieu    | Résultat | Épreuve  | Temps          |
| ---- | ------------------ | ------- | -------- | -------- | -------------- |
| 2015 | Jeux panaméricains | Toronto | 1er      | 10 000 m | 28 min 50 s 83 |

## Records
| Épreuve  | Temps          | Lieu      | Date          |
| -------- | -------------- | --------- | ------------- |
| 5 000 m  | 13 min 23 s 52 | Walnut    | 20 avril 2012 |
| 10 000 m | 27 min 31 s 15 | Palo Alto | 1er mai 2011  |